# Abraham César Lamoureux
Pour les articles homonymes, voir Lamoureux.
Abraham César Lamoureux (c.1640, Metz - 1692, Copenhague) est un sculpteur français. Actif de 1664 à 1692, il travailla en France, en Suède et à Copenhague, au Danemark, où il est connu pour sa statue équestre de Christian V de Danemark.

## Biographie

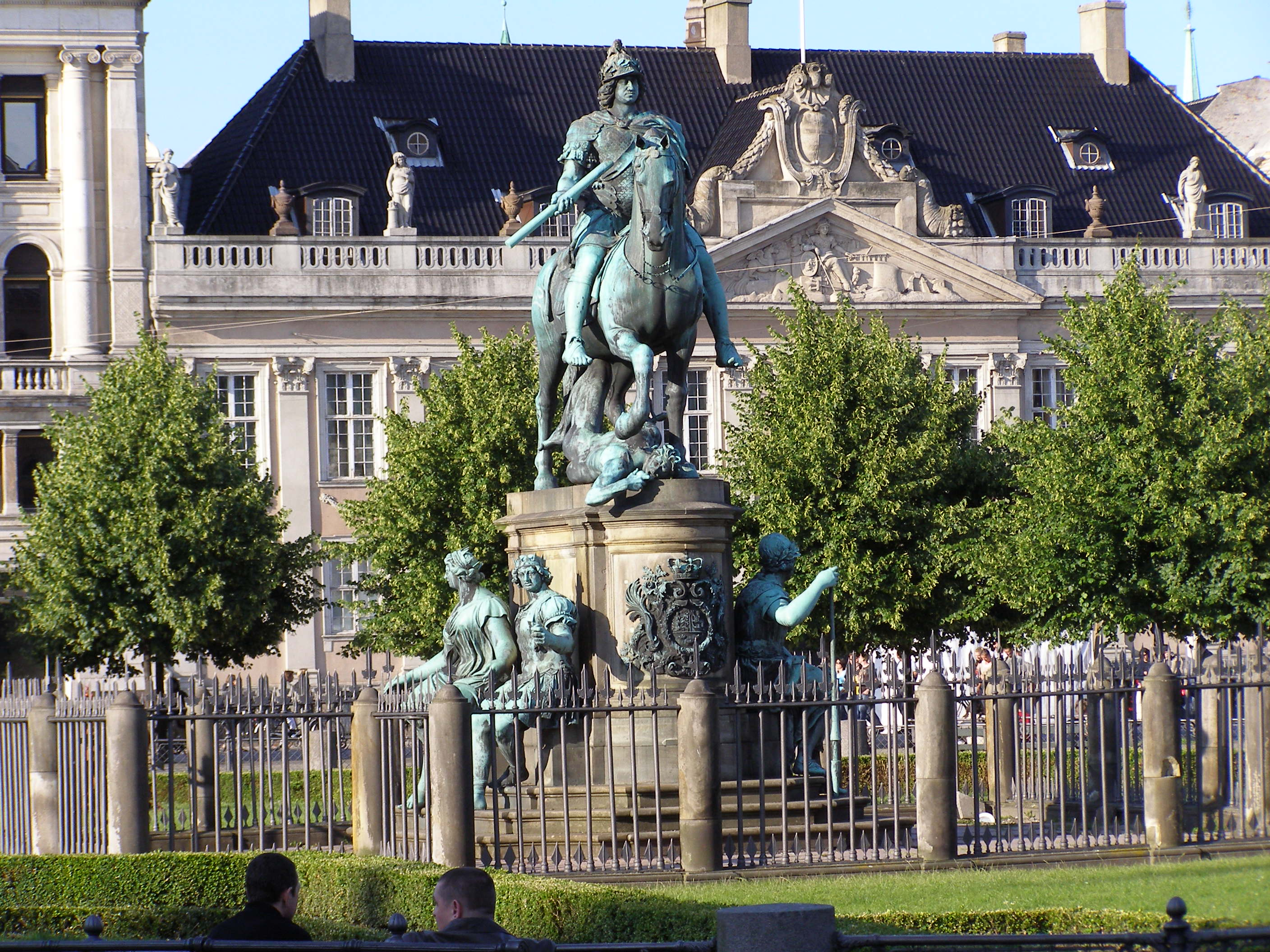
Statue de Christian V.

Probablement né à Metz, vers 1640, Abraham César Lamoureux a un frère cadet, Claude, qui deviendra également sculpteur, ainsi qu'une sœur cadette, Magdalena, née à Hambourg vers 1660. 
À partir de 1664, Lamoureux travaille à Stockholm, avec son beau-père, le sculpteur Jean Baptiste Dieussart, au service du comte Magnus Gabriel De la Gardie, Grand chancelier de Suède. En 1671, il est à son tour engagé au service du Grand chancelier. En 1677, il devient sculpteur à la cour de la reine Edwige-Éléonore de Holstein-Gottorp au palais de Jakobsdal. 
En 1681, Lamoureux retourne à Copenhague au Danemark, à la cour de Christian V. Vers 1682, il commence à travailler sur la statue équestre de Christian V, qui sera érigée plus tard sur la place royale Kongens Nytorv.
Abraham César Lamoureux meurt à Copenhague le 27 avril 1692.